# Rita da Armênia
Rita da Armênia era filha do rei Leão III da Armênia e da rainha Keran e princesa do Reino Armênio da Cilícia. Ela era também esposa do coimperador bizantino Miguel IX Paleólogo e, portanto, uma imperatriz-consorte júnior do Império Bizantino. Em 1317, ela se tornou a única imperatriz com a morte de Irene de Monferrato. Para os bizantinos, ela era conhecida como Maria.

## História
Rita foi imperatriz-consorte júnior entre 1294 e 1317, juntamente com sua contraparte sênior, Irene de Monferrato, a esposa de Andrônico II Paleólogo e madrasta de Miguel IX. A partir de 1303, Andrônico e Irene passaram a manter cortes separadas, com o imperador morando em Constantinopla e Irene, em Tessalônica. Rita finalmente se tornou a única imperatriz quando Irene morreu em 1317.
E assim ela permaneceu pelos três anos seguintes. Em 1319, porém, seu segundo filho foi assassinado num erro de julgamento. O príncipe Andrônico, apesar de manter amantes, suspeitava da fidelidade da mãe e  designou algumas pessoas de confiança para vigiá-la e para atacar quem tentasse entrar em seus aposentos. Numa noite, o irmão mais novo de Andrônico, Manuel, se aproximou, os vigias não o reconheceram e ele acabou morto pelos asseclas do irmão.
O caso afetou seriamente a saúde de Miguel IX e ele morreu em 12 de outubro de 1320. A perda dos dois príncipes também afetou seriamente a relação entre Andrônico II e Andrônico III. Avô e neto começaram uma guerra civil que duraria sete anos e acabaria com a vitória de Andrônico III. Enquanto isso, Rita, agora viúva, se retirou para um mosteiro, assumiu o nome de Xene e ali morreria cinco anos depois do final da guerra.

## Casamento e filhos
Uma crônica atribuída a Hetum II da Armênia é parte de uma coleção conhecida como "Recueil des Historiens des Croisades". De acordo com uma passagem sobre o nascimento de Rita, ela seria gêmea da princesa Teófana da Armênia.
A "História" de Jorge Paquimeres relata que Andrônico II Paleólogo começou a negociação com Leão enquanto buscava uma esposa para seu filho e coimperador Miguel. Levou ofereceu-lhe Rita e o casamento se realizou em 16 de janeiro de 1294. A princesa tinha dezesseis anos e Miguel, dezessete.  
Na corte bizantina, Rita assumiu o nome de Maria e teve quatro filhos com Miguel:
- Andrônico III Paleólogo, imperador entre 1328 e 1341[1]
- Manuel Paleólogo, déspota, assassinado em 1319.
- Ana Paleóloga, que se casou com Tomás I Comneno Ducas (do Despotado de Epiro) e, depois, com Nicolau Orsini (do Condado de Cefalônia). Morreu em 1321.
- Teodora Paleóloga, que se casou com Teodoro Esfendóstlabo da Bulgária e, depois, com Miguel Asen III. Ela morreu depois de 1330.